# Bloomingburg (Ohio)
Bloomingburg é uma vila localizada no estado norte-americano de Ohio, no Condado de Fayette.

## Demografia
Segundo o censo norte-americano de 2000, a sua população era de 874 habitantes. 
Em 2006, foi estimada uma população de 845, um decréscimo de 29 (-3.3%).

## Geografia
De acordo com o United States Census Bureau tem uma área de 
1,8 km², dos quais 1,8 km² cobertos por terra e 0,0 km² cobertos por água.

## Localidades na vizinhança
O diagrama seguinte representa as localidades num raio de 20 km ao redor de Bloomingburg. 